# Jiajing
Jiajing (Hubei, 16 de setembro de 1507 – Pequim, 23 de janeiro de 1567) foi um imperador da China de 1521 a 1567, o 11º imperador da dinastia Ming.